# Diechterhorn
Diechterhorn – szczyt w Alpach Berneńskich, części Alp Zachodnich. Leży w Szwajcarii w kantonie Berno. Należy do pasma Alp Urneńskich. Można go zdobyć ze schroniska Trifthütte (2520 m) lub Gelmerhütte (2412 m). Góruje nad lodowcem Triftgletscher.
Pierwszego odnotowanego wejścia dokonali A. Schwarzenbach i J. von Weissenfluh w 1864 r.